# Rentabilidade
Rentabilidade é um conceito da Economia, que indica o grau de sucesso de determinado investimento econômico, calculado a partir do percentual de remuneração do capital investido na atividade. A rentabilidade esperada para micro e pequenas empresas é de 2% a 4% ao mês sobre investimento.
Numa perspectiva de empresa a rentabilidade dos capitais investidos resulta, necessariamente, da combinação de vários fatores, dos quais destacamos: fatores de natureza operacional como a rentabilidade operacional das vendas, através da porcentagem de evolução da margem que geram e o efeito da estrutura de custos fixos e operacionais, bem como a rotação e eficiência desses mesmos capitais; fatores de natureza financeira, funcionando essa estrutura de capitais como alavanca do negócio, não podendo deixar de ter em conta os encargos financeiros que necessariamente terão; um outro fator importante é, sem dúvida, os eventuais resultados extraordinários e o seu efeito na empresa e, por último, o efeito fiscal sobre a rentabilidade. Rentabilidade é o retorno esperado de um investimento descontando custos, tarifas e inflação.